# Стен проти сил зла
«Стен про́ти сил зла» (англ. Stan Against Evil) — американський телесеріал у жанрі чорної комедії та жахів, створений коміком Даною Гоулдом (англ. Dana Gould) для телеканалу IFC (Independent Film Channel). У головних ролях — Джон Макгінлі, Джанет Верні (англ. Janet Varney) та Дебора Бейкер (англ. Deborah Baker Jr.).
Сезони серіалу складаються із 8 епізодів, які показуються попарно протягом чотирьох тижнів (щосереди): перший сезон — листопад 2017 року, другий — листопад 2017 року, третій — жовтень—листопад 2018 року.
Українською мовою серіал виходить на телеканалі AMC також по середах: один епізод о 20:00, другий — о 21:00.

## Сюжет
Маленьке містечко Віллардз-Мілл (Willard's Mill) у Нью-Гемпширі — місце масової страти відьом, спалених на вогнищі шерифом у 17 столітті. Одна із жінок прокляла на смерть усіх майбутніх шерифів. Трагічної долі зміг уникнути лише Стен Міллер, дружина якого таємно оберігала його від прокляття. Коли у Віллардз-Мілл приходить нова шериф Евелін Баррет, вона змушена звернутися по допомогу до Міллера, аби протистояти навалі демонів та іншої нечисті.

## У ролях
| Актор                                  | Роль                                                               |
| -------------------------------------- | ------------------------------------------------------------------ |
| Джон Макгінлі (John C. McGinley)       | Стенлі «Стен» Міллер (Stanley Miller) колишній шериф, батько Деніз |
| Джанет Верні (Janet Varney)            | Евелін «Іві» Баррет (Evie Barret) новий шериф, мати-одиначка       |
| Дебора Бейкер мол. (Deborah Baker Jr.) | Деніз Міллер (Denise Miller) дочка Стена                           |
| Нейт Муні (Nate Mooney)                | Леон Дрінквотер (Leon Drinkwater) помічник шерифа                  |
| Дана Гоулд (Dana Gould)                | Кевін (Kevin) гробокопач                                           |
| Рендал Ньюсом (Randall Newsome)        | Таддеус Екклс (Eccles) констебль 17 століття, що стратив 172 жінки |

## Сезони
| Сезон | Сезон | Епізоди | Перший показ     | Перший показ      |
| Сезон | Сезон | Епізоди | Початок          | Закінчення        |
| ----- | ----- | ------- | ---------------- | ----------------- |
|       | 1     | 8       | 2 листопада 2016 | 23 листопада 2016 |
|       | 2     | 8       | 1 листопада 2017 | 22 листопада 2017 |
|       | 3     | 8       | 31 жовтня 2018   | 21 листопада 2018 |

## Цікаві факти
- Назва серіального містечка — Віллардз-Мілл (англ. Willard's Mill, досл. «Млин Вілларда»). Ім'я Джон Віллард (див. John Willard[en]) носив один із чоловіків, страчених 1692 року за чаклунство в знаменитому своїм «полюванням на відьом» містечку Салем, штат Массачусетс.[1]
- Помічник шерифа Леон Дринквотер стверджував, що в Салемі було спалено багато відьом. Насправді жодної відьми спалено не було: внаслідок судового процесу 19 людей було повішано, ще одна людина закатована під час дізнання.
- Кастинг на роль шерифа Баррет формально проводився, проте продюсери не приховували, що роль прописана спеціально під комедіантку Джанет Верні.
- Серіал знімали в курортному містечку Літія-Спрінгз (Lithia Springs), передмісті Атланти, штат Джорджія.
- Місце, де знімалося кладовище, розташоване через вулицю від місця, де знімалася перша сцена телесеріалу «Ходячі мерці»
- Офіс шерифа Віллардз-Мілл у серіалі — те саме приміщення, де знімали офіс шерифа для серіалу «Дивні дива» (2016).
- Сценарій кожного епізоду складав приблизно 12 сторінок. Знімання кожної серії загалом тривало близько трьох днів, проте сцени знімалися не в хронологічному порядку, а одразу всі, які відбувалися в певному місці. Це звична практика, коли потім, під час монтажу, події «розставляються» за порядком.[2]